# سفر محمود احمدی‌نژاد به نیویورک (۱۳۹۱)
محمود احمدی‌نژاد در تاریخ ۱ مهر ۱۳۹۱، ۲۱ سپتامبر ۲۰۱۲ میلادی به همراه جمعی ۱۴۰ نفره  از هم‌راهان، برای حضور در نشست سالانه مجمع عمومی سازمان ملل عازم شهر نیویورک واقع در ایالات متحده آمریکا شد.
احمدی‌نژاد، در این سفر، تنها توانست با ۳ تن از رؤسای کشورها دیدار دوجانبه داشته باشد. این افراد عبارت بودند از: اوو مورالس، رئیس‌جمهور بولیوی، اکیلیلو دونین، رئیس‌جمهور کومور و مسواتی سوم، پادشاه سوازیلند.

## سخنرانی در جلسه مجمع عمومی
زنده‌باد بهار، زنده‌باد بهار و باز هم زنده‌باد بهار. 
آخرین جملات از سخنرانی محمود احمدی‌نژاد در مجمع عمومی سازمان ملل متحد.

محمود احمدی‌نژاد که آخرین سخنرانی خود به عنوان رئیس‌جمهور ایران را در سازمان ملل متحد ایراد می‌کرد، در سخنان خود در مجمع عمومی سازمان ملل متحد  از «ساختار انحصاری قدرت جهانی و سلطه‌گری کشورهای قدرتمند» انتقاد کرد و با استفاده از تعابیری شاعرانه اشاره‌هایی آخرالزمانی به وضعیت نامطلوب جهان کرد و نقدهایی کلی درباره مشکلات جهانی بیان کرد.

## اقامت

تظاهرات گروهی از مخالفان در مقابل محل اقامت محمود احمدی‌نژاد و هیئت هم‌راه در خیابان ۵۴ منهتن.

محمود احمدی‌نژاد و هیئت ۱۴۰ نفره ایرانی هم‌راه وی در هتل وارویک نیویورک اقامت کردند. هزینه اقامت ۵ روزه این هیئت ایرانی، ۱٬۲۲۵٬۰۰۰٬۰۰۰ تومان برآورد شده‌است.
در طول اقامت محمود احمدی‌نژاد و هیئت هم‌راه، تظاهرات و تجمع مخالفان و هم‌چنین موافقان احمدی‌نژاد در محل مقابل اقامت او جریان داشت.

## جنجال‌های حاشیه سفر

### توهین روزنامه نیویورک پُست
روزنامه نیویورک پُست از یک جناس کلامی در زبان انگلیسی و تشابه تلفظ در دو لغت استفاده کرد و با توجه به پیشنهاد صلح  محمود احمدی‌نژاد در عین تهدید اسرائیل عبارتی را به کار برد که در محاوره روزمره انگلیسی معنی «یک تکه کثافت» می‌دهد.

### درگیری خیابانی  رامین مهمان‌پرست
رامین مهمان‌پرست سخنگوی وزارت امور خارجه ایران که برای شرکت در نشست مجمع عمومی سازمان ملل متحد به همراه محمود احمدی‌نژاد راهی نیویورک شده بود، در نزدیکی ساختمان اجلاس مورد حمله گروهی از مخالفان جمهوری اسلامی ایران قرار گرفت. رامین مهمان‌پرست پس از شرکت در اجلاس، زمانی که ساختمان سازمان ملل متحد را به مقصد هتل محل استقرار ترک می‌کرد، مورد تهاجم و تهدید گروهی از مخالفان ایران و سوریه قرار گرفت.

### درخواست پناهندگی یکی از اعضای هیئت همراه از آمریکا
حسن گلخن‌بان، تصویربردار سازمان صدا و سیما که هیأت ایرانی در سازمان ملل را هم‌راهی می‌کرد، از بازگشت با هواپیمای رئیس‌جمهوری خودداری کرد. او تقاضای پناهندگی‌اش را تسلیم اداره مهاجرت ایالات متحده آمریکا کرد.